# Charles Wellesley (1808-1858)
Pour les articles homonymes, voir Charles Wellesley.
Charles Wellesley (16 janvier 1808 - 9 octobre 1858, Apsley House) est un homme politique, militaire et courtisan britannique. Il est le deuxième fils d'Arthur Wellesley, 1er duc de Wellington et de Catherine Pakenham. 

## Biographie
Il fait ses études au Collège d'Eton, et s'inscrit à Christ Church, Oxford en 1824, âgé de 16 ans . Il est suivi par le doyen de Christ Church, Samuel Smith, transféré en 1826 à Trinity College, Cambridge, diplômé de MA en 1831. 
Il est élu député conservateur de South Hampshire de 1842 à 1852 et député de Windsor de 1852 à 1855. Il est également chef écuyer et greffier maréchal de la reine Victoria. Il est décédé à l'âge de 50 ans en 1858.

## Famille
Il épouse Augusta Sophia Anne Pierrepont, fille d'Henry Pierrepont (diplomate), le 9 juillet 1844. Ils ont six enfants: 
- Arthur Wellesley (5 mai 1845 - 7 juillet 1846)
- Henry Wellesley (3e duc de Wellington) (5 avril 1846 - 8 juin 1900)
- Victoria Alexandrina Wellesley (2 avril 1847 - 31 juillet 1933)
- Arthur Wellesley (4e duc de Wellington) (15 mars 1849 - 18 juin 1934)
- Mary Angela Wellesley (21 octobre 1850-26 avril 1936)
- Georgina Wellesley (15 mai 1853 - 3 février 1880)

Lorsque son frère aîné, Arthur Wellesley (2e duc de Wellington), meurt en 1884 sans héritiers, le deuxième enfant de Charles, Henry Wellesley (en tant que fils aîné survivant) hérite du duché de son oncle et devient duc de Wellington. Lorsque Henry meurt également sans enfant en 1900, la pairie passe au second fils de Charles, Arthur Wellesley, le frère de Henry. 